# Migracja wartości
Migracja wartości – zmiana rynkowej i księgowej wartości kapitału własnego (od momentu rozpoczęcia działalności do chwili obecnej).
Migracja wartości polega na odpływie wartości z jednego przedsiębiorstwa lub sektora do innego. Jest ona następstwem intensywnego poszukiwania najbardziej efektywnych możliwości alokacji kapitału w celu uzyskania wysokich stóp zwrotu po jego zainwestowaniu. W konsekwencji następuje przepływ kapitałów pomiędzy krajami, sektorami i przedsiębiorstwami, w efekcie czego następuje przepływ (migracja) wartości.
Istnieją dwa kierunki migracji wartości:
- nadwyżka rynkowej wartości kapitału własnego nad jego wartością księgową oznacza przypływ wartości (do przedsiębiorstwa od innych przedsiębiorstw), co oznacza dodatnie skumulowane saldo migracji wartości;
- odpływ wartości z przedsiębiorstwa – kiedy wystąpi nadwyżka wartości księgowej netto nad rynkową wartością kapitału własnego (w wyniku nieefektywnej alokacji zainwestowanego kapitału), co oznacza ujemne skumulowane saldo migracji wartości.

Skumulowane saldo migracji wartości przedsiębiorstwa:
{\displaystyle SSMW=V-KE-D,}
gdzie:
{\displaystyle SSMW} – skumulowane saldo migracji wartości przedsiębiorstwa,
{\displaystyle V} – rynkowa wartość brutto,
{\displaystyle KE} – wartość księgowa kapitału własnego (wartość księgowa netto),
{\displaystyle D} – wartość księgowa długoterminowych kapitałów obcych (w przybliżeniu równa wartości rynkowej).